# Halo Studios
Halo Studios (dawniej 343 Industries) – amerykański producent gier komputerowych z siedzibą w Redmond, będący częścią Xbox Game Studios. Przedsiębiorstwo zostało założone w 2007 roku przez Bonnie Ross. Odpowiedzialne jest za serię gier Halo, którą przejęło po zakończeniu współpracy Bungie z Microsoftem.

## Wyprodukowane gry
| Rok  | Tytuł                             | Platformy                                                 | Uwagi |
| ---- | --------------------------------- | --------------------------------------------------------- | --- |
| 2011 | Halo: Combat Evolved Anniversary  | Xbox 360                                                  | Współpraca z Saber Interactive                                                                                                  |
| 2012 | Halo 4                            | Xbox 360                                                  | Ponownie wydana na Xbox One jako część Halo: The Master Chief Collection                                                        |
| 2013 | Halo: Spartan Assault             | iOS, Microsoft Windows, Windows Phone, Xbox 360, Xbox One | Współpraca z Vanguard Games |
| 2014 | Halo: The Master Chief Collection | Microsoft Windows, Xbox One                               | Kompilacja gier, składa się z: Halo: Reach, Halo: Combat Evolved Anniversary, Halo 2 Anniversary, Halo 3, Halo 3: ODST i Halo 4 |
| 2015 | Halo: Spartan Strike              | iOS, Microsoft Windows, Windows Phone                     | Współpraca z Vanguard Games |
| 2015 | Halo 5: Guardians                 | Xbox One                                                  | |
| 2015 | Halo Online                       | Microsoft Windows                                         | Anulowano |
| 2016 | Halo Wars: Definitive Edition     | Microsoft Windows, Xbox One                               | Współpraca z Behaviour Interactive                                                                                              |
| 2017 | Halo Wars 2                       | Microsoft Windows, Xbox One                               | Współpraca z Creative Assembly                                                                                                  |
| 2017 | Halo Recruit                      | Microsoft Windows                                         | Współpraca z Endeavor One |
| 2018 | Halo: Fireteam Raven              | Arcade Cabinet                                            | Współpraca z Play Mechanix i Endeavor One                                                                                       |
| 2021 | Halo Infinite                     | Microsoft Windows, Xbox One, Xbox Series X                | Współpraca z SkyBox Labs, Sperasoft i Certain Affinity                                                                          |